# 卡斯泰洛峰
卡斯泰洛峰（義大利語：Cima di Castello），是歐洲的山峰，位於意大利和瑞士接壤的邊境，屬於布雷加格利亞山脈的一部分，海拔高度3,379米，每年平均降雨量1,693毫米。